# Карадрас
Карадрас e връх в измислените Мъгливи планини, описани в творбите на Джон Роналд Руел Толкин „Хобитът, или дотам и обратно“ и „Властелинът на пръстените“.

## Описание
Карадрас е един от трите върха, наричани Планини на Мория, под които е издълбано царството на джуджетата Хазад-дум. Създаден е от Моргот, когато той е издигнал Мъгливите планини, за да попречи на Ороме да пътува из Средната земя.

### Имена
На Синдарин името му означава „Червеният рог“ (на английски: Redhorn), и хората често го наричат така. Джуджетата използват името му на хуздул – Баранзибар; пак те го наричат Жестокия.

### Проходът на Карадрас
Под склоновете на върха преминава Проходът на Карадрас, наричан още Проходът на Червения рог, или Вратата на Червения рог. Той свързва някогашното кралство на нолдорите Ерегион и долината на Димрил, и чрез нея долината на Андуин. Създаден е от Ороме, за да може да пресича Мъгливите планини.
През прохода върви един от малкото пътища, прекосяващи Мъгливите планини в посока изток-запад. На юг от Ривъндейл той е единственият, чак до Роханския пролом. След падането на Хазад-дум проходът е използван основно от елфите, пътуващи между Лориен и Ериадор. Известен е като опасно място: тук е заловена от орките Келебриан, съпругата на Елронд.

## Роля в книгите на Толкин
В „Хобитът“ Билбо Бегинс, заедно с джуджетата и Гандалф, се опитва да премине през прохода, смятан по това време за сигурен. Оказва се обаче, че злите духове, или гоблини (наричани във „Властелинът на пръстените“ орки), са прокопали проход към пещерата, в която героите отсядат да нощуват, и ги отвличат в пещерите под планината.
Във „Властелинът на пръстените“ Задругата на пръстена, предвождана от Гандалф, първоначално се опитва да премине Мъгливите планини през прохода на Карадрас. Вече е късна есен, и задругата попада в прохода на силна снежна буря, която ги принуждава да се върнат. Гандалф смята, че самият Карадрас има свой дух, лошо настроен към нарушителите на спокойствието му, и затова ги е посрещнал зле. Във филма „Властелинът на пръстените: Задругата на пръстена“, пуснат през 2001 г., като причинител на бурята е показан Саруман, който се опитва да насочи Задругата да премине през мините на Мория, и да срещне там обитаващите ги орки и балрог.
След схватката си с балрога и пропадането си в пропастта на Хазад-дум, Гандалф преследва балрога по стълбата на Дурин, от самото дъно на подземията на Мория до най-високата точка на Карадрас, където го настига и убива. (В други произведения на Толкин се посочва, че стълбата на Дурин води „от най-дълбокото дъно на подземията под Мъгливите планини до най-високия им връх“, тоест Карадрас вероятно е най-високият връх на Мъгливите планини.)